# Tessaromma aurata
Tessaromma aurata är en skalbaggsart som beskrevs av Mckeown 1942. Tessaromma aurata ingår i släktet Tessaromma och familjen långhorningar. Inga underarter finns listade i Catalogue of Life.